# Setra S 411 HD
De Setra S 411 HD is een touringcarmodel, geproduceerd door de Duitse busfabrikant Setra. Dit model bus is in 2001 geïntroduceerd als vervanger van de Setra S 309 HD en is in 2013 uit productie gegaan.

## Inzet
Dit type bus wordt veelal ingezet bij touringcarbedrijven voor toerisme. In Luxemburg wordt de bus ingezet door enkele busbedrijven voor het openbaar vervoer.
| Bedrijf          | Serie     | Aantal    | Inzet         | Opmerking                                                   |
| Duitsland        | Duitsland | Duitsland | Duitsland     | Duitsland                                                   |
| ---------------- | --------- | --------- | ------------- | ----------------------------------------------------------- |
| MVG              | ??        | 2         | ??            |                                                             |
| Luxemburg        |           |           |               |                                                             |
| Voyages Stephany | VS3045    | 1         | Streekvervoer |                                                             |
| Voyages Vandivit | VV2022    | 1         | Streekvervoer |                                                             |
| Nederland        |           |           |               |                                                             |
| Besseling Travel | 38-39     | 2         | Tour vervoer  |                                                             |
| Besseling Travel | 81        | 1         | Tour vervoer  | Deze bus is Semi-VIP uitgerust, met een witte kleurstelling |
| Besseling Travel | 91        | 1         | Tour vervoer  | Deze bus is VIP uitgerust, met een blauwe kleurstelling     |

## Verwante bustypen

### ComfortClass
- S 415 GT - 12 meteruitvoering (2 assen)
- S 415 GT-HD - 12 meter verhoogde uitvoering (2 assen)
- S 416 GT - 13 meteruitvoering (2 assen)
- S 416 GT-HD - 13 meter verhoogde uitvoering (3 assen)
- S 416 GT-HD/2 - 13 meter verhoogde uitvoering (2 assen)
- S 417 GT-HD - 14 meter verhoogde uitvoering (3 assen)
- S 419 GT-HD - 15 meter verhoogde uitvoering (3 assen)

### TopClass
- S 415 HD - 12 meteruitvoering (2 assen)
- S 415 HDH - 12 meter verhoogde uitvoering (3 assen)
- S 416 HDH - 13 meter verhoogde uitvoering (3 assen)
- S 417 HDH - 14 meter verhoogde uitvoering (3 assen)
- S 431 DT - 14 meter dubbeldeks uitvoering (3 assen)